# Tage Flisberg
Tage Valfrid Flisberg, född den 12 oktober 1917 i Norrköpings Sankt Olai församling, död 3 maj 1989 i Jönköpings Sofia församling, var en svensk bordtennisspelare. Han spelade på elitnivå under 1940- och 1950-talen och tog silver i herrsingel vid VM 1954.

## Karriär
Han spelade sitt första VM 1947. 1957, tio år senare, spelade han sitt nionde och sista. 
Under sin karriär tog han två medaljer i bordtennis-VM, en silver och en brons. 
Han spelade i det svenska landslaget mellan 1936 och 1957. 1954 spelade han VM-final mot japanen Ichiro Ogimura och tog därmed Sveriges första VM-medalj i singel.

## Meriter
- Bordtennis-VM
  - 1948 i London
    - kvartsfinal dubbel

  - 1949 i Stockholm
    - 3:e plats dubbel (med Richard Bergmann)
    - kvartsfinal mixed dubbel

  - 1954 i London
    - 2:a plats singel

  - 1956 i Tokyo
    - kvartsfinal dubbel

- Bordtennis-NM
  - 1949 i Köpenhamn
    - 1:a plats singel
    - 1:a plats dubbel
    - 2:a plats mixed dubbel
    - 1:a plats med det svenska laget

  - 1953 i Stockholm
    - 1:a plats dubbel
    - 2:a plats mixed dubbel
    - 1:a plats med det svenska laget

  - 1955 i Drammen
    - 2:a plats singel
    - 1:a plats dubbel
    - 1:a plats med det svenska laget

Bordtennis-SM:
- Singel: Guld 1936, 1938, 1940, 1941, 1945, 1946, 1947, 1948, 1950, 1952, 1953, 1954, 1955
- Dubbel: Guld 1935, 1936, 1938, 1939, 1940, 1942, 1943, 1945, 1946, 1947, 1948, 1952, 1953, 1954
- Mixeddubbel: Guld 1948, 1954
- Lag: Guld 1935, 1937, 1938, 1939, 1940, 1941, 1942, 1943, 1944, 1947, 1948, 1950, 1952, 1958
- Oldboys singel: 1953, 1954, 1955, 1956, 1957, 1958, 1959, 1960, 1963, 1964, 1965
- Yngre oldboys dubbel: 1968
- Äldre oldboys singel, 45 år: 1968, 1970, 1972
- Veteraner singel, 55 år: 1973, 1974, 1975, 1976, 1977
- Veteraner dubbel, 55 år: 1976, 1977

Swedish Open Championships
- Singel: Silver 1954
- Dubbel: Guld 1955 (med Johnny Leach, England)